# فوستوك 2018

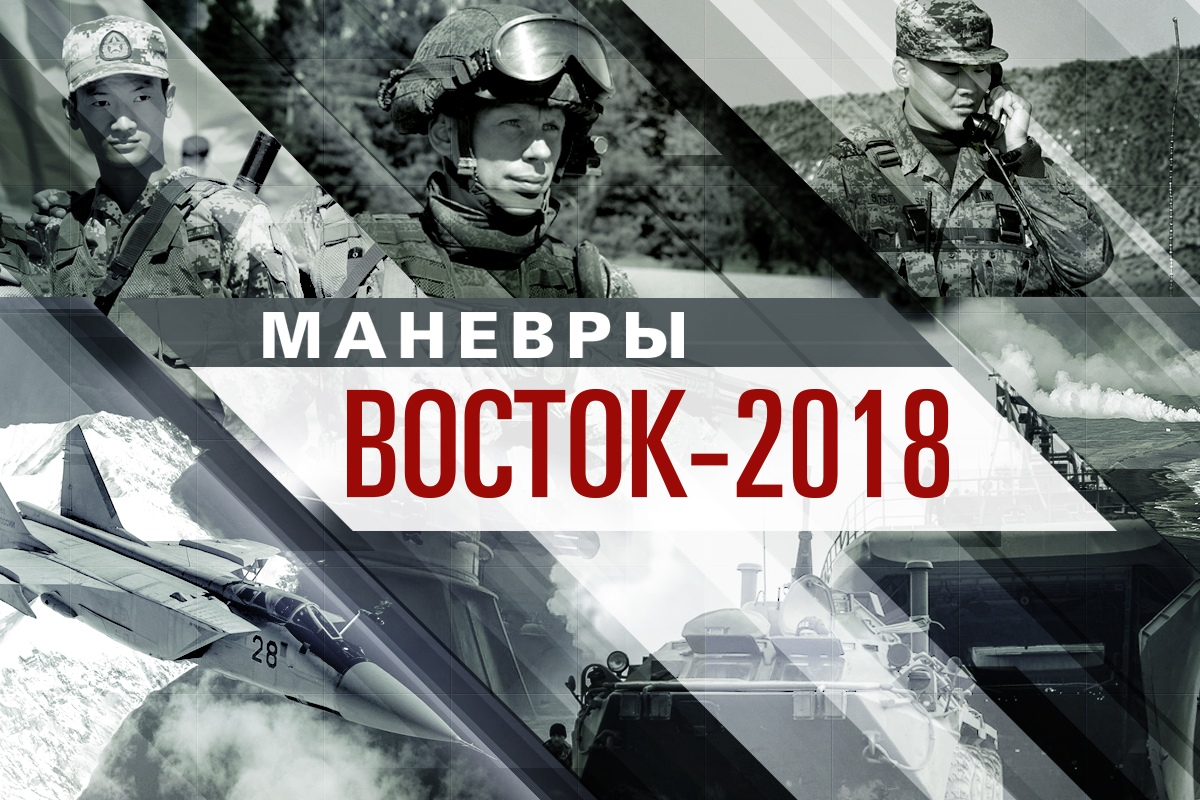
فوستوك

فوستوك 2018 (بالروسية: Восток 2018) كانت مناورة عسكرية روسية واسعة النطاق، عقدت في الفترة من 11 إلى 17 سبتمبر 2018، في جميع أنحاء سيبيريا والشرق الأقصى الروسي. شارك في التمرين وحدات من الجيش والقوات الجوية والبحرية. أصبحت الصين ومنغوليا، أول دولتين خارج الاتحاد السوفيتي السابق تنضمان إلى تمارين فوستوك. 